# Rifugio Pacini
Il rifugio Pacini al Pian della Rasa appartiene alla Sezione di Prato del Club Alpino Italiano ed è situato nel tratto dell'Appennino tosco-emiliano a cavallo tra le valli pratesi del Bisenzio e della Limentra, entrambe ricadenti nel Comune di Cantagallo.

## Descrizione
Il rifugio sorge su di un ampio pianoro prativo denominato Pian della Rasa, ad una altitudine di 1001 metri s.l.m.; venne inaugurato il 5 luglio del 1936 e fu dedicato alla memoria del cav. Luigi Pacini, l'appassionato alpinista di Cantagallo che aveva donato il terreno ed i fondi per la sua costruzione.
Dai prati del Pian della Rasa si gode un bel panorama sulla valle della Limentra orientale o inferiore; nei suoi pressi si trovano una faggeta di alto fusto e due fontane: quella di Pluto e quella di Michele.
Il rifugio Pacini è situato lungo la Grande Escursione Appenninica (GEA), la quale percorre tutto il crinale dell'Appennino tosco-romagnolo e di quello tosco-emiliano; la struttura ricettiva è raggiungibile sia da Monachino, sulla S.R. "Pistoia Riola", sia da Cantagallo, percorrendo la carreggiabile che collega i due paesi attraverso il valico del passo del Treppio.
Il rifugio si può raggiungere a piedi anche dalla cascina di Spedaletto, presso Acquerino, sempre vicino alla S.R. n. 64 “Pistoia-Riola”, luogo questo ameno caratterizzato da faggete, grandi prati attrezzati e posti di ristoro.

### Escursioni
Il rifugio Pacini si trova nella riserva naturale Acquerino Cantagallo ed offre interessanti itinerari di trekking. Percorrendo i sentieri che si dipartono dal Pian della Rasa si possono compiere varie escursioni: alla Fonterebbi, a Montepiano ed al monte Bucciana.
Immettendosi nel sentiero della Grande Escursione Appenninica GEA 00 e percorrendolo in direzione Ovest si può raggiungere il Passo della Collina, sulla S.S. n. 64 “Porrettana”. il suo territorio si trova a cavallo tra le province di Pistoia e Prato. Le sue estese foreste di faggi di alto fusto sono ricche di selvaggina: soprattutto di cervi, e poi di daini, caprioli, mufloni, cinghiali e molte altre. Si scorgono inoltre uccelli e rapaci di varie specie.
Interessante è anche l'itinerario che passa dal rifugio ed attraversa le valli delle tre Limentre: Limentra Orientale, Limentrella e Limentra di Sambuca.